# Swiss Open Gstaad 2000 - Qualificazioni doppio
Le qualificazioni del doppio  dello  Swiss Open Gstaad 2000 sono state un torneo di tennis preliminare per accedere alla fase finale della manifestazione. I vincitori dell'ultimo turno sono entrati di diritto nel tabellone principale. In caso di ritiro di uno o più giocatori aventi diritto a questi sono subentrati i lucky loser, ossia i giocatori che hanno perso nell'ultimo turno ma che avevano una classifica più alta rispetto agli altri partecipanti che avevano comunque perso nel turno finale.
Le qualificazioni del doppio del torneo Swiss Open Gstaad 2000 prevedevano 4 coppie partecipanti di cui una è entrata nel tabellone principale.

## Teste di serie
1. Álex Calatrava /  Sander Groen (ultimo turno)

1. Jérôme Golmard /  Michael Kohlmann (Qualificati)

## Qualificati
1. Jérôme Golmard  /   Michael Kohlmann

## Tabellone

### Legenda
| - Q = Qualificato - WC = Wild card - LL = Lucky loser | - ALT = Alternate - SE = Special Exempt - PR = Protected Ranking | - w/o = Walkover - r = Ritirato - d = Squalificato |

|  | Primo turno | Primo turno                     | Primo turno                     | Primo turno | Primo turno |  |  | Ultimo turno | Ultimo turno                    | Ultimo turno                    | Ultimo turno | Ultimo turno |  |
|  |             |                                 |                                 |             |             |  |  |              |                                 |                                 |              |              |  |
|  | 1           | Álex Calatrava Sander Groen     | 2                               | 6           | 6           |  |  |              |                                 |                                 |              |              |  |
|  |             | Hicham Arazi Stefan Koubek      | 6                               | 3           | 4           |  |  | 1            | Álex Calatrava Sander Groen     | Álex Calatrava Sander Groen     | 3            | 3            |  |
|  | 2           | Jérôme Golmard Michael Kohlmann | Jérôme Golmard Michael Kohlmann | 6           | 6           |  |  | 2            | Jérôme Golmard Michael Kohlmann | Jérôme Golmard Michael Kohlmann | 6            | 6            |  |
|  |             | Sláva Doseděl Vince Spadea      | Sláva Doseděl Vince Spadea      | 2           | 4           |  |  |              |                                 |                                 |              |              |  |